# مونو (گروه موسیقی)
مونو (انگلیسی: Mono) گروه موسیقی پست-راک ژاپنی است که سال ۱۹۹۹ میلادی در توکیو شکل گرفت. سبک این گروه متأثر از راک تجربی و شوگیزینگ، موسیقی کلاسیک و کلاسیک معاصر و همچنین موسیقی نویز و مینیمالیسم است.
مونو تاکنون ۱۱ آلبوم استودیویی منتشر کرده‌است. اعضای اولیه این گروه را تاکاهیرا گوتو، یودا سوئماتسو، تاماکی کونیشی و یاسونوری تاکادا تشکیل می‌داد. در سال ۲۰۱۷ تاکادا پس از ۱۸ سال همکاری از گروه جدا شد و دام ماجوری کیپولا جایگزین او شد.